# نادر افشارنادری
نادر افشار نادری (۱۳۰۵ در مشهد -۱۱ تیر ۱۳۵۸) فوتبالیست، انسان‌شناس و جامعه‌شناس اهل ایران است. 
افشار نادری به عنوان کاپیتان تیم فوتبال شاهین برنده جام قهرمانی باشگاه‌های تهران در سال‌های ۱۳۲۸–۱۳۲۹ گردید.

## زندگی
نادر افشار نادری در سال ۱۳۰۵ در مشهد به دنیا آمد. پدرش اسماعیل میرزا با شش واسطه از نوادگان نادرشاه افشار بود. خانواده میرزا اسماعیل هشت فرزند داشت که «نادر» کوچکترین این فرزندان به‌شمار می‌رفت. نادر برادری به نام «داوود میرزا» داشت. این دو، شش خواهر نیز داشتند. نادر تحصیلات ابتدایی و متوسطه را در مشهد به پایان برد. برای تحصیل دانشگاهی به تهران آمد و در حین تحصیل رشته فلسفه و علوم تربیتی در دانشگاه تهران، در وزارت فرهنگ آن روز (وزارت آموزش و پرورش کنونی) به تدریس می‌پرداخت. در سال ۱۳۳۷ موفق به اخذ درجه لیسانس گردید و تحصیلات خود را در رشته جامعه‌شناسی در مؤسسة مطالعات وتحقیقات اجتماعی‌دانشگاه تهران ادامه داد و در سال ۱۳۳۹ مدرک کارشناسی ارشد خود را دریافت کرد. آنگاه برای تحصیلات تکمیلی راهی کشور فرانسه شد. در فرانسه وی به تحصیل رشتة مردم‌شناسی‌پرداخت و در سال ۱۳۴۳ مدرک دکترای خود را در این رشته دریافت کرد.

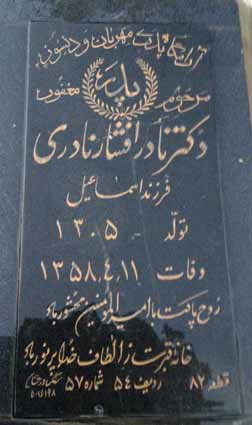
آرامگاه نادر افشار نادری بهشت زهرا

پس از بازگشت به ایران، در سال ۱۳۴۴ و با موافقت غلامحسین صدیقی، به تدریس «مردم‌شناسی نظری» مشغول شد. افشار نادری همواره پژوهش را با تدریس ترکیب کرده بود. وی با گروه‌های تحقیقاتی مؤسسه مطالعات و تحقیقات اجتماعی همکاری می‌کرد، تا سرانجام، با سه محقق دیگر یعنی جواد صفی‌نژاد،  هوشنگ کشاورز صدر  و حسن پارسا، گروه عشایری را از درون گروه روستایی/ عشایری مؤسسه مطالعات اجتماعی جدا کرد و به آن استقلال بخشید وسرپرستی آن را به عهده گرفت.
وی در این جایگاه سفرهای پژوهشی بسیاری را انجام داد و بسیاری از نقاط ایران از قزوین به ترکمن صحرا، از کهگیلویه و بویراحمد به کوشک و باشت وبابوئی، از عشایرنشین شاهسون به ایل بهمئی‌ را مورد بررسی قرار داد. انگیزه تحقیق او در کهگیلویه، مقاله علی بلوکباشی دربارهٔ ایل بهمئی بود. از سفرهای پژوهشی افشار نادری به این موارد می‌توان اشاره کرد:
سفر به باقرآباد قزوین، منطقهٔ دشتابی بوئین زهرا در بهمن ۱۳۴۴ (نتایج این تحقیق منتشرنشده‌است). اولین سفر عشایری پژوهش‌گران گروه عشایری به سرپرستی او در تیرومرداد۱۳۴۵. دراین سفر ۲۵ روزه ابتدا سراسر منطقه ترکمن صحرا تا نوارمرزی ایران و شوروی (سابق) مورد بررسی پژوهشی عشایری قرارگرفت. پس از پایان این سفرقلمروعشایرنشین شاهسون مورد بررسی پژوهشی قرارگرفته، سراسر منطقه، دره‌ها و کوهستان‌های عشایرنشین تا ابه حاتم بک و فرزندانش (سرپرست‌بزرگ‌شاهسون‌ها) مورد مطالعه قرار گرفت( نتایج این تحقیق نیز منتشرنگردیده است)، سفر مقدماتی پژوهشی به کهگیلویه وبویراحمد (شش روز در زمستان۱۳۴۵:)، گروه پژوهشی عشایری در این سفر، بررسی مقدماتی در شش ایل منطقه را آغاز نموده و گزارشی در این مورد به سازمان عمران منطقه‌ای کهگیلویه وبویر احمد ارسال داشت، ضمن معرفی و به دست دادن شناختی از شیوة زیست کوچندگی عشایر، ضرورت مطالعه طرح جامع یکساله را متذکر گردید. (پیشگفتار+۱۰۸ صفحه، این تحقیق نیز به ورت عمومی انتشار نیافت)
وی به عنوان یکی از متخصصان کوچ عشایر، از صاحب نظران اسکان عشایر به‌شمار می‌رفت.